# Michigan State Spartans
Michigan State Spartans är en idrottsförening tillhörande Michigan State University och har som uppgift att ansvara för universitetets idrottsutövning.

## Idrotter
Spartans deltager i följande idrotter:
| Herrar - Amerikansk fotboll - Baseboll - Basket - Brottning - Cross Country - Fotboll - Friidrott - Golf - Ishockey - Simning - Simhopp - Tennis | Damer - Basket - Cross Country - Fotboll - Friidrott - Golf - Gymnastik - Landhockey - Rodd - Simning - Simhopp - Softboll - Tennis - Volleyboll |

## Idrottsutövare

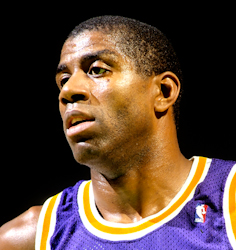
Magic Johnson.

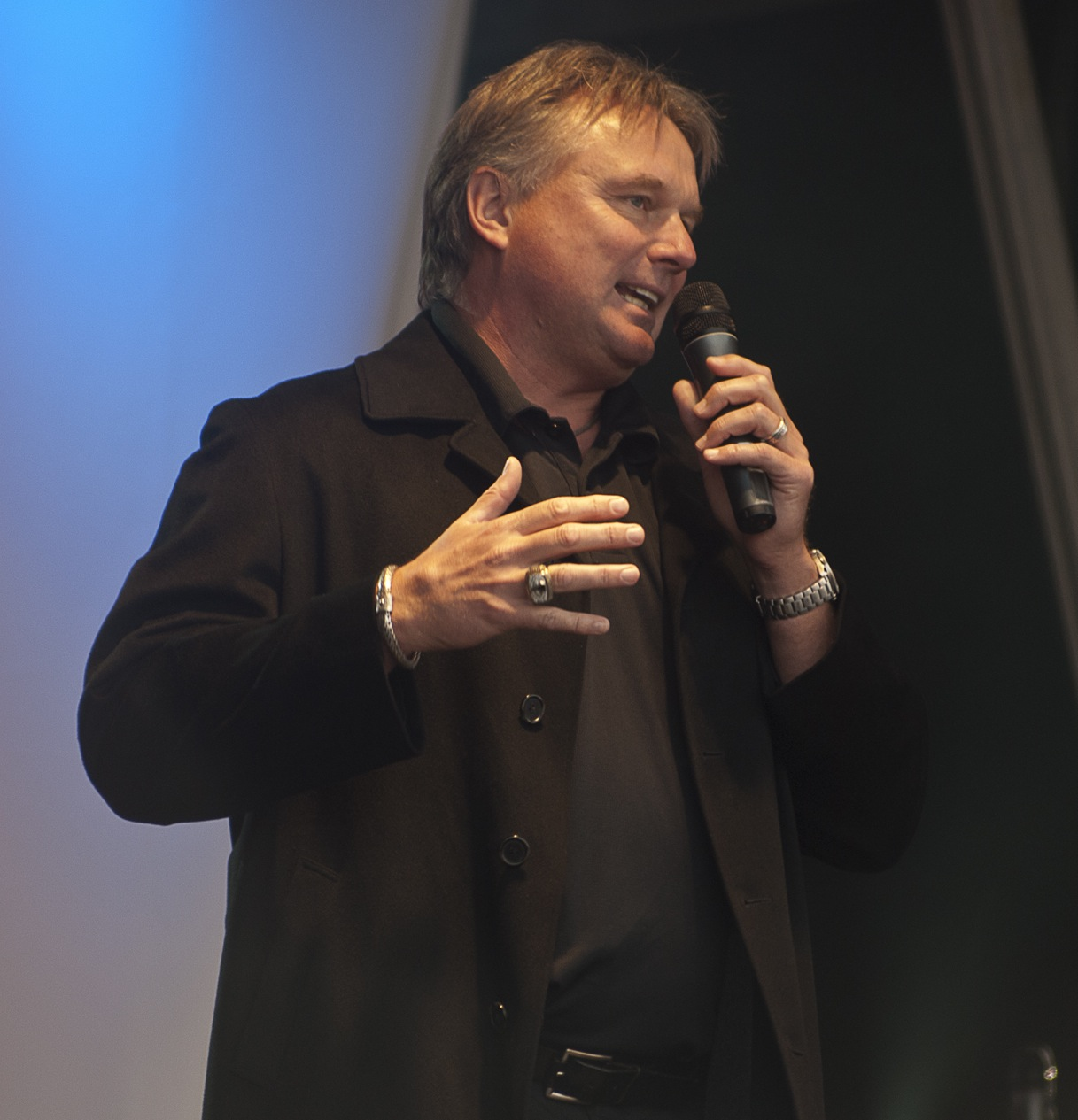
Morten Andersen.

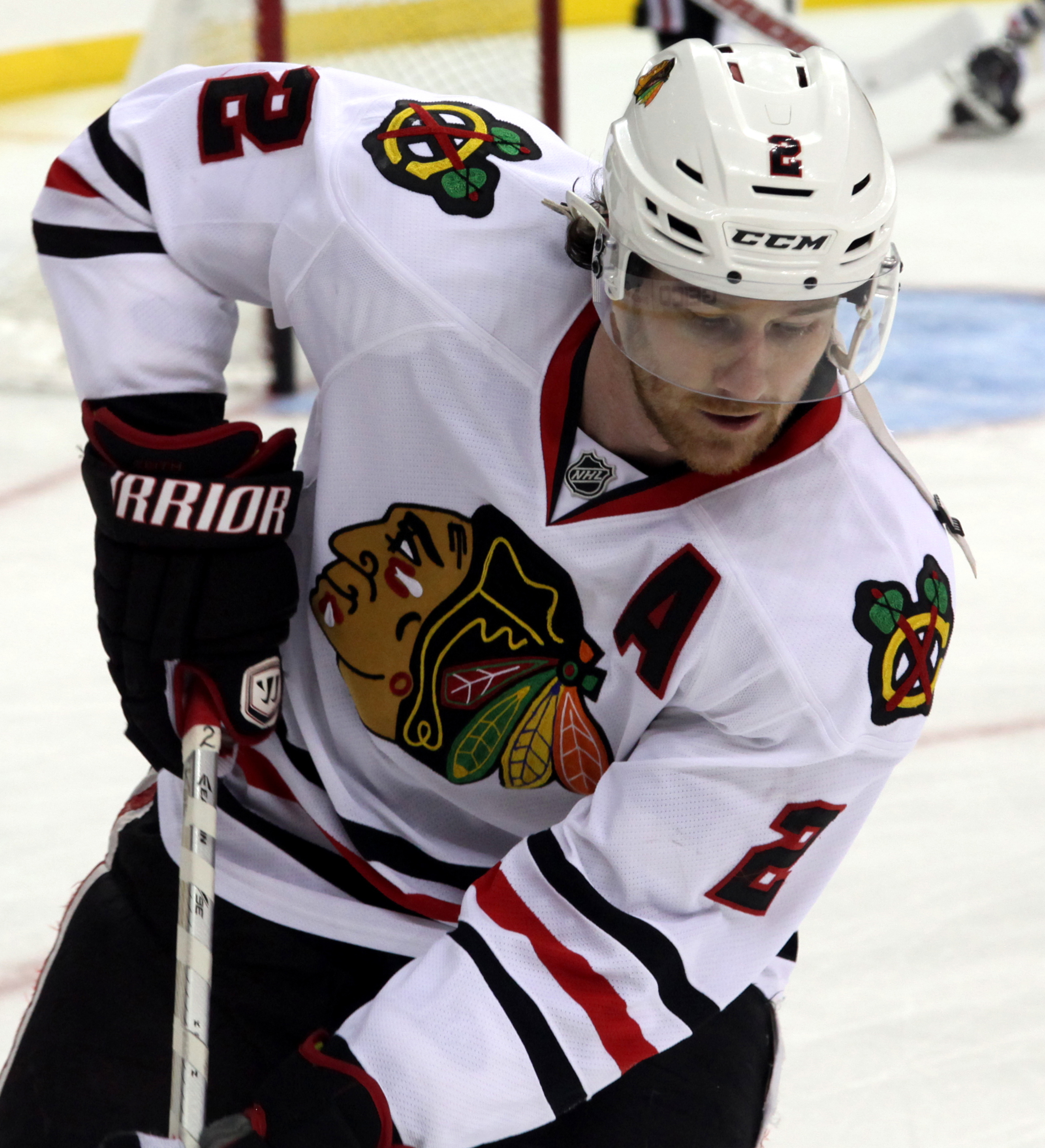
Duncan Keith.

| Amerikansk fotboll - Morten Andersen - Bubba Smith Baseball - Kirk Gibson Basket - Miles Bridges - Draymond Green - Gary Harris - Jaren Jackson Jr. - Magic Johnson - Zach Randolph - Steve Smith - Matt Steigenga - Jay Vincent - Kevin Willis Friidrott - Fred Alderman - Savatheda Fynes Golf - James Piot Ishockey - Justin Abdelkader - Mason Appleton - David Booth - Rod Brind'Amour - Anson Carter - Jake Chelios - Danton Cole - Jim Cummins - Karsen Dorwart - Bob Essensa | - Brian Glennie - Derek Grant - Adam Hall - Taro Hirose - Shawn Horcoff - Andrew Hutchinson - Josh Jacobs - Duncan Keith - Tim Kennedy - Torey Krug - Bryan Lerg - Artsiom Leŭsjunoŭ - John-Michael Liles - MacKenzie MacEachern - Wes McCauley - Drew Miller - Kelly Miller - Kevin Miller - Kip Miller - Ryan Miller - Chris Mueller - Joe Murphy - Jeff Petry - Corey Potter - Doug Roberts - Craig Simpson - Jim Slater - Bryan Smolinski - Corey Tropp - Mike Weaver - Jason Woolley - Mike York Kampsport - Rashad Evans |